# Ladislav Csáder
Ladislav Csáder (Plavecký Štvrtok, 1909 – 1975) was een Slowaakse fotograaf en grafisch ontwerper en boekbandontwerper. Hij studeerde aan de Koninklijke Academie voor Toegepaste Kunsten in Boedapest en aan de School voor Toegepaste Kunst in Bratislava,  waar men werkte met de principes van het Duitse Bauhaus.
In 1936 verliet Ladislav Csáder Tsjecho-Slowakije en ging naar Amsterdam, waar hij op aanbeveling van Jan van der Linden begon te werken voor het ontwerpbureau Co-op 2, opgericht in 1934 door fotograaf Paul Guermonprez. Daar waren ook de kunstenaars Violette Cornelius, Paul Hartland, Kryn Taconis, Otto Treumann, Leo Meter bij het ontwerpen betrokken.
Hij werkte ook in Nederland met de grafisch ontwerper Stefan Schlesinger (als medewerker aan diens boek Voorbeelden van Moderne Opschriften voor Decoratieschilders), met architect en ontwerper Mart Stam, de uit  Hongarije afkomstige  fotografe Eva Besnyö, Hajo Rose en Wim Brusse. 
Ladislav Csáder had ook een relatie met de Nieuwe Kunstchool, opgericht in 1933 door Paul Citroen, Paul Guermonprez, Charles Roelofsz en anderen. 
Na de Duitse bezetting van Nederland in 1940 keerde hij terug naar Tsjecho-Slowakije, waar hij verderging met zijn werk als grafisch ontwerper.
Csáder heeft een dochter Judita Csáderova, zij is in Slowakije een fotografe van naam en er is vorig jaar al betrokken geweest bij een tentoonstelling van haar vaders werk in Bratislava.